# Horjulščica
Horjulščica, tudi Horjulka, je potok, ki nabira svoje vode v okolici Horjula in se kot desni pritok južno od Bokalc v zahodnem delu Ljubljane izliva v reko Gradaščico. Spada v porečje Ljubljanice. Je največji pritok Gradaščice. V povirnem toku se imenuje Šujica.

## Ime potoka
Za ta potok se uporabljajo tri imena, in sicer Horjulščica, Horjulka in Šujica. NA DTK Polhov Gradec 114 1:25000, je potem, ko se pri Lesnem Brdu združita Horjulka in Šujica, naprej Horjulka. Tudi na topografski karti Kranj 1:50000 se po združenju imenuje Horjulka. V Hidroloških letopisih je uporabljen termin Šujica. Najpogosteje pa se (tudi med domačini) pojavlja ime Horjulščica, ko se Horjulka združi s Šujico, pa do izliva v Gradaščico.